# Handebol nos Jogos Pan-Americanos de 2007
O handebol nos Jogos Pan-Americanos de 2007 foi realizado no Riocentro, na cidade do Rio de Janeiro.
Oito equipes no masculino e oito no feminino, divididas em dois grupos de quatro, participaram do torneio pan-americano. As duas melhores equipes de cada grupo avançaram as semifinais. As duas equipes piores colocadas nos grupos disputaram os jogos classificatórios de 5º a 8º lugar.

## Países participantes

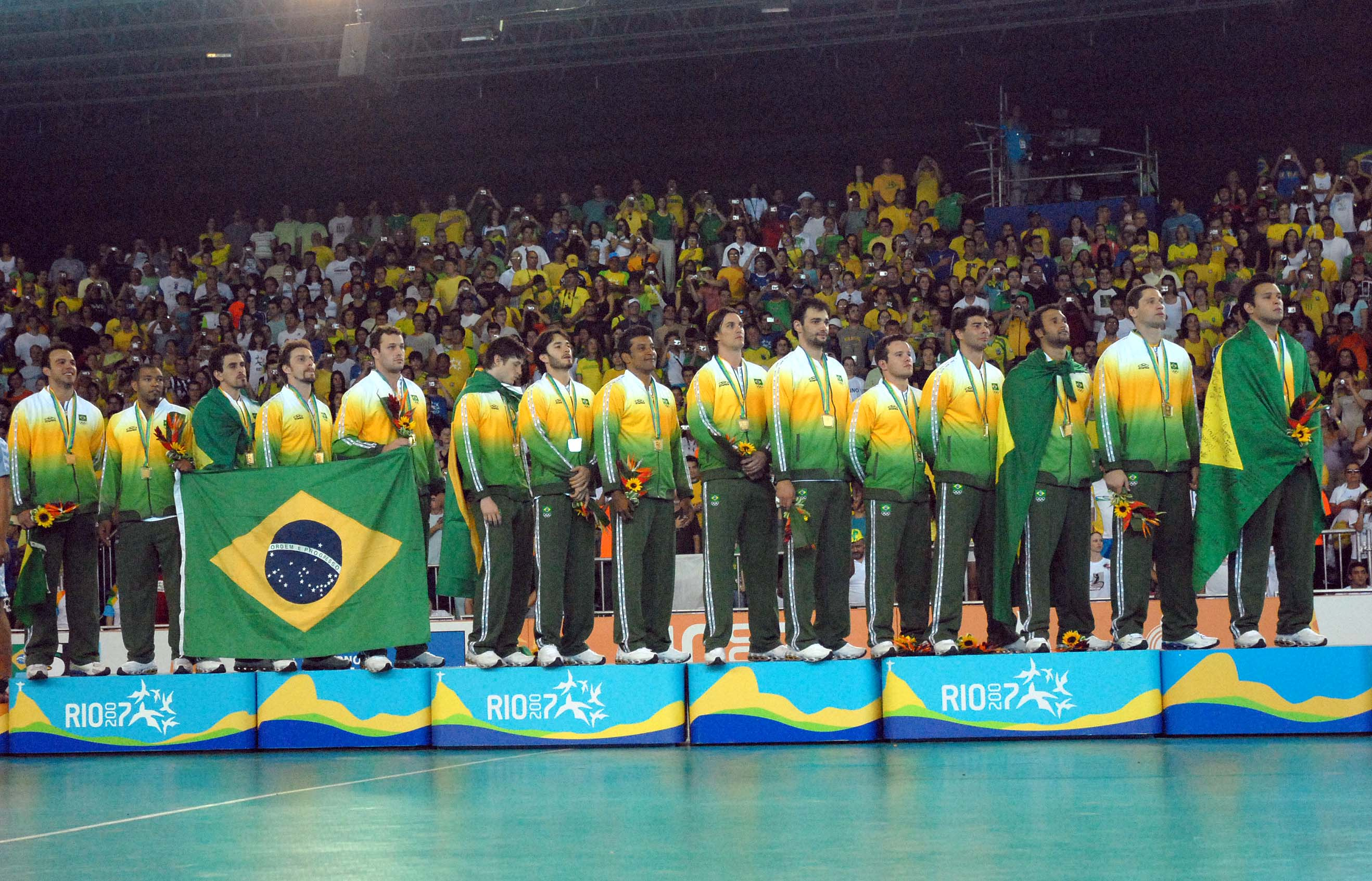
Com o título, a equipe do Brasil garantiu vaga nas Olimpíadas de Pequim

Um total de 10 delegações enviaram equipes para as competições de handebol. Seis delas participaram tanto do torneio masculino quanto do feminino.
| - ARG Argentina (30) - BRA Brasil (30) - CAN Canadá (30) - CHI Chile (15) - CUB Cuba (30) | - DOM República Dominicana (30) - MEX México (30) - PAR Paraguai (15) - PUR Porto Rico (15) - URU Uruguai (15) |

## Medalhistas
| Evento             | Ouro | Prata | Bronze |
| ------------------ | --- | --- | --- |
| Feminino detalhes  | Chana Masson Fabiana Diniz Alexandra Nascimento Fabiana Gripa Deonise Cavaleiro Daniela Piedade Aline Rosas Viviane Jacques Lucila Silva Juceli Rosa Idalina Mesquita Aline Santos Eduarda Amorim Millene Figueiredo Darly de Paula BRA Brasil           | Maydelis Sardinas Caridad Vizcay Virgen Murillo Ayling Martínez Yasnay Torres Arassay Durán Ariagne Cuesta Suleiky Gómez Aida Despaigne Lisandra Lusson Neivys Mederos Yohania Marti Imara Valdéz Nadezza Valera Eneleidys Guevara CUB Cuba                | Silvina Schlesinger Valentina Kogan María del Carmen Alejandre Cinthya Basile Georgina Costantino Bibiana Ferrea Antonela Mena Magdalena Decilio Lucia Haro María Emilia Acosta Sonia Meyer Silvana Totolo Lucia Fernández Mariana Sanguinetti Solange Tagliavini ARG Argentina |
| Masculino detalhes | Maik Santos Fernando Pacheco Filho Carlos Ertel Danilo Silva Renato Rui Bruno Souza Leonardo Bortolini Hélio Justino Jaqson Kojoroski Alexandre Vasconcelos Silvio Laureano Felipe Ribeiro Bruno Santana Jardel Pizzinatto Guilherme Oliveira BRA Brasil | Matías Schulz Sergio Crevatin Federico Pizarro Matías Martín Lima Mariano Castro Maximiliano Ferro Alejo Carrara Leonardo Querin Bruno Civelli Facundo Torres Fernando García Emiliano la Rosa Gonzalo Carou Germán Pardales Damián Migueles ARG Argentina | Alfredo Quintana Raifer Turino Guillermo Corzo Edgard Marti Randy Díaz Denip Fonseca Denis Fernández Rafael da Costa Jorge Paván Ariel Paz Misael Iglesias Frankis Carol Yinkelly Tomacen Daymaro Amador Eurelbis Valdes CUB Cuba                                               |

## Quadro de medalhas
| Ordem | País          | Medalha de ouro | Medalha de prata | Medalha de bronze |   |
| ----- | ------------- | --------------- | ---------------- | ----------------- | - |
| 1     | BRA Brasil    | 2               |                  |                   | 2 |
| 2     | ARG Argentina |                 | 1                | 1                 | 1 |
| 2     | CUB Cuba      |                 | 1                | 1                 | 1 |
| TOTAL | TOTAL         | 2               | 2                | 2                 | 6 |